# Lennik (gmina)
Lennik – miejscowość i gmina (gemeente) w Belgii, w Regionie Flamandzkim, w prowincji Brabancja Flamandzka, w okręgu Halle-Vilvoorde. 1 stycznia 2024 roku liczyła 9471 mieszkańców.

## Demografia
- Źródła: NIS, od 1806 do 1981= według spisu; od 1990 liczba ludności w dniu 1 stycznia

1 stycznia 2024 całkowita populacja Lennik liczyła 9471 osób. Łączna powierzchnia gminy wynosi 31,12  km², co daje gęstość zaludnienia 304 mieszkańców na km².

## Podział administracyjny
W skład gminy wchodzą trzy dzielnice (deelgemeente):
- Gaasbeek (Gaesbeek)
- Sint-Kwintens-Lennik (Lennik-Saint-Quentin)
- Sint-Martens-Lennik (Lennik-Saint-Martin)

## Współpraca
Miejscowości partnerskie:
- Abcoude, Niderlandy
- Arconate, Włochy